# 379
Évszázadok: 3. század – 4. század – 5. század
Évtizedek: 320-as évek – 330-as évek – 340-es évek – 350-es évek – 360-as évek – 370-es évek – 380-as évek – 390-es évek – 400-as évek – 410-es évek – 420-as évek
Évek: 374 – 375 – 376 – 377 –  378 – 379 – 380 – 381 – 382 – 383 – 384

## Események

### Római Birodalom
- Decimus Magnus Ausoniust és Quintus Clodius Hermogenianus Olybriust választják consulnak.
- Január 19-én Sirmiumban Gratianus császár hivatalosan is társuralkodóvá, a keleti birodalomrész augustusává emeli Theodosiust és rábízza a gótok elleni háború vezetését. A háború idejére rendelkezésére bocsátja a nyugati birodalomrészhez tartozó Illyricumot.
- Theodosius új hadsereget állít fel, amelyhez szigorú sorozási rendeletet léptet életbe. Besorozzák a földműveseket, még akkor is, ha a katonáskodás elkerülésére megcsonkították magukat. Emellett barbár zsoldosokat fogadnak fel, többek között a Dunától északra élő gótokat is. Az egyik gót zsoldosvezér, Modares kisebb győzelmet arat Fritigern király felett, akinek csapatai szétszéledtek fosztogatni a Balkánon.
- Gratianus visszavonul Galliába, hogy Augusta Treverorumból védje a rajnai határt a germán betörések ellen. Útközben egy új rendelettel gyakorlatilag visszavonja előző évi vallásszabadsági rendeletét.
- Theodosius elűzi Démophiloszt, Konstantinápoly ariánus pátriárkáját, mert az nem hajlandó elfogadni a niceai hitvallást. Helyére Nazianzi Grégorioszt nevezi ki, akit előbb a feldühödött ariánusok sebesítenek meg, majd egy rivalizáló csoport titokban a filozófus Maximust szenteli fel pátriárkává. Grégoriosz a lemondást fontolgatja, de hívei elűzik Maximust.

### Szászánida Birodalom
- 70 éves korában meghal II. Sápur, aki születésétől kezdve uralkodott a Szászánida Birodalomban. Utódja néhány hónappal fiatalabb féltestvére, II. Ardasír.

## Születések
- Gunderik, vandál király

## Halálozások
- január 1. – Nagy Szent Vazul egyházatya (* 329)
- Ifjabb Macrina, keresztény szent, Szt. Vazul nővére
- II. Sápur, szászánida király

## Fordítás
- Ez a szócikk részben vagy egészben  a(z)   379 című angol Wikipédia-szócikk ezen változatának fordításán alapul.  Az eredeti cikk szerkesztőit annak laptörténete sorolja fel. Ez a jelzés csupán a megfogalmazás eredetét és a szerzői jogokat jelzi, nem szolgál a cikkben szereplő információk forrásmegjelöléseként.